# 第二次世界大戰期間的阿根廷
第二次世界大战期间的阿根廷的历史复杂，時間从1939年二战在欧洲战场爆發直至1945年日本投降。由于德国和意大利的移民人士眾多，導致這兩個國家對阿根廷有很大的影響力，並且長期與英国抗争狀態，导致阿根廷政府開始同情德国。雖然存在内部争端及受到美国加入同盟国的压力，但因為阿根廷和德国关系密切，所以在二战中仍长期保持中立。最终，阿根廷出於同盟国的压力，屈服于同盟国，在1944年1月26日，断了与轴心国的关系，並於1945年3月27日開始向轴心国宣战。

## 初期
1939年第二次世界大战初期，时任阿根廷总统罗贝托·玛丽亚·奥尔蒂斯，與前总统拉蒙·卡斯蒂略和阿古斯丁·佩德罗·胡斯托一樣都是协议联盟成员。协议联盟执政期間，阿根廷政治保守、经济危机严重，协议联盟還被指犯有选举欺诈罪和腐败罪，所以被称为“臭名昭著的十年”。协议联盟之前的阿根廷执政党激进公民联盟此时分裂为阿根廷青年激进力量（西班牙語：Fuerza de Orientación Radical de la Joven Argentina，缩写FORJA）和馬爾塞洛·托爾夸托·德·阿爾維亞爾领导的激进党两派。阿根廷青年激進力量支持政变下台的激进派总统伊波利托·伊里戈延，而馬爾塞洛·托爾夸托·德·阿爾維亞爾领导的激进党则支持协议联盟，而社会党和进步主义民主是保守的。儘管共产党最初与工会关系密切，但是會把苏联的利益列為优先事項。尽管阿古斯丁·佩德罗·胡斯托同情英国，但内阁中仍有亲德部长，这样做的目的是为了降低德国船只袭击向英国运送食品的阿根廷船只。尽管如此，面对阿根廷政府的沉默，两艘悬挂阿根廷国旗的商船维多利亚号和Río Tercero号在北大西洋遭到德国潜艇的鱼雷袭击。
奥尔蒂斯总统于1940年7月请病假并再也没有上任，于1942年辞职。
阿根廷军队高度亲近乃至崇拜德国，这种情绪从19世纪以来一直不断发酵，并经历了两次世界大战。这种情绪不涉及拒绝民主制度，而是表现在对德国的军事历史的钦佩。这种情绪与阿根廷强烈的民族主义相结合后，促成了军队对二战保持中立的立场。支持这一立场的论点包括历史先例（阿根廷在第一次世界大战和硝石战争中都保持中立）、对英國的仇视、以及不愿让阿根廷被外国胁迫加入无关阿根廷利益的“别国间的战争”。只有少数军事领导人衷心支持希特勒。由于从英国的进口减少，二战小幅提振阿根廷经济。阿根廷減少从英国进口貨物，改以本地生產滿足需求。这种现象在大萧条期间已經有过先例。这也使得居住在农村或小村庄的国内人口大舉搬到城市中心。

### 逐渐成长的分裂
随着冲突的发展，对战争的反应和立场变得更加复杂。主要政党、报纸和知识分子支持盟军，但副总统拉蒙·卡斯蒂略保持中立。患有糖尿病的奥尔蒂斯无法担任总统，但没有辞职。阿根廷对战争的立场引发了他们之间的争端，其中卡斯蒂略比較佔優勢。FORJA支持中立，并将其视为摆脱英国干预阿根廷经济的机会。一些托洛茨基主义者将对抗第三帝国視為国际阶级斗争的一大步。军队和部分民族主义者支持工业化，并提倡維持中立來反对联合王国。甚至已经制定了入侵福克兰群岛（马尔维纳斯群岛）的计划，但从未投入使用。另一方面，由德国大使馆资助的《埃尔潘佩罗报》支持希特勒。
对卡斯蒂略保持中立的原因有多种解释。其中一个观点侧重于阿根廷的中立传统。有些人将卡斯蒂略视为民族主义者，因为他来自卡塔马卡省，所以不受布宜诺斯艾利斯权力结构的影响，因此在军队的支持下，他可以简单地挑战加入盟军的压力。相反，类似的解释认为卡斯蒂略根本没有权力违背军队的意愿，如果他宣战，他将在军事政变中被废。第三种观点认为，美国是阿根廷参战的唯一推动者，而英国则受益于阿根廷的中立，因为它是牲畜的主要供应国。然而，这无法解释亲英派不断要求宣战的理由。最有可能的是，这是英国外交和阿根廷军队愿望的结合，而后者战胜了亲战派。
主要的亲轴领袖是外交部长恩里克·鲁伊斯·吉尼亚苏，他在阿道夫·希特勒崛起期间与阿根廷驻柏林领事豪尔赫·阿穆查斯特吉（Jorge Amuchástegui）保持着密切联系，后者否认通过拒绝甚至吊销犹太裔阿根廷公民的护照而引起争议。
社会主义众议员恩里克·迪克曼在阿根廷国会中成立了一个委员会，用以调查德国试图夺取巴塔哥尼亚，再征服该国其他地区的传言是否屬實。保守派众议员维德拉·多尔纳（Videla Dorna）声称，真正的风险是共产主义者的类似舉動，而FORJA认为德国入侵只是潜在风险，英国在阿根廷经济中佔主导地位則為既有問題。
英国威灵顿候爵的外交使团缔结了商业条约，这个条目中阿根廷免费向英国运送数千头牛，上面装饰着阿根廷颜色和写着“好运”一词。阿尔韦亚尔、报纸潘佩罗和FORJA批评了这一决定，因為阿图罗·若雷切称阿根廷的一些省份无法承受这样的情况。

### 珍珠港

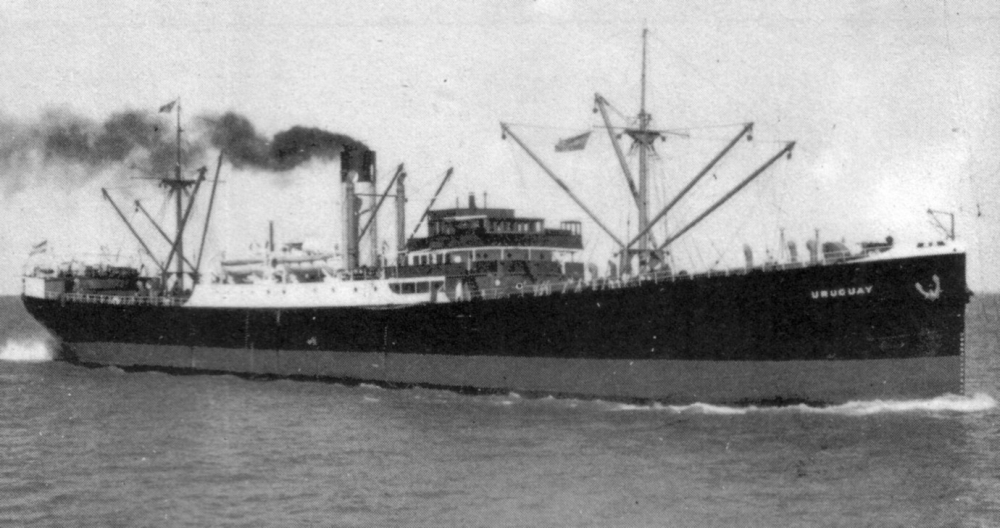
阿根廷商船乌拉圭号於1940年5月27日被德国潜艇U-37拦截并凿沉。

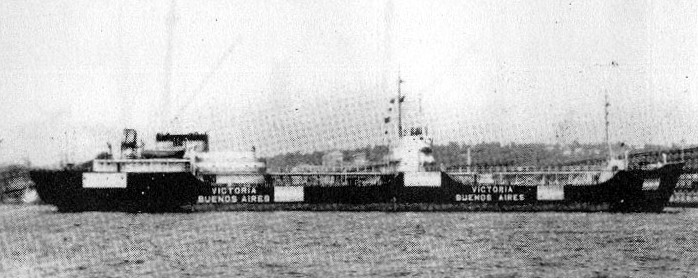
维多利亚号於4月18日被德国潜艇 U-201给击中。

在日本攻打珍珠港和随后美国向日本宣战后，情况发生了巨大变化。美国希望每个拉丁美洲国家加入盟国，以产生全大陆的抵抗。阿根廷拒绝遵守，这激发了对阿根廷的經濟制裁和封锁。然而，卡斯蒂略在珍珠港袭击后确認宣布进入紧急状态。

### 軍事陰謀
卡斯蒂略的任期将于1944年结束。最初，他安排阿古斯丁·佩德罗·胡斯托竞选第二次总统，但胡斯托在1943年意外去世，迫使卡斯蒂略寻找另一位候选人上任，結果他決定由罗伯斯蒂亚诺·帕特龙·科斯塔斯參選。军队不愿意支持确保科斯塔斯获胜所必需的选举舞弊，也不愿意继续維持舊有保守政策和冒着打破中立的风险。一些将军的反应是创建一个名为联合军官小组的秘密组织，以将卡斯蒂略赶下台。未来的总统胡安·裴隆是这个团体的成员，但不支持早期政变，而是建议推迟推翻政府，直到策划者制定进行必要改革的计划。如果证实了选举中確有舞弊，那麼政变将在选举临近时发生。不過有關計劃因战争部长佩德罗·帕布洛·拉米雷斯可能被免职而提早執行。
尚不清楚科斯塔斯是否会保持中立。一些软弱但支持英国及其与结盟派关系的聲明可能暗示了以下立場：如果他成为总统，即宣战之時。
1943年6月4日发生了推翻卡斯蒂略的军事政变。它被认为是臭名昭著的十年的结束和1943年阿根廷政变的起点。阿图罗·罗森作为事实上的总统掌权。政变的最初几天令人困惑，德国大使馆官员因担心這是同盟军的政变，而烧毁大使馆內的文件，而美国大使馆則认为这是得到轴心国支持的政变。
罗森于6月5日会见了英国大使馆的一名代表，并承诺他将中断与轴心国的关系，并在72小时内宣战。这一转变激怒了共和党，罗森对他的内阁的选择也是如此。导致发生了新的政变，最終佩德羅·帕布洛·拉米雷斯取代了罗森。因此，罗森成为阿根廷历史上任期最短的非临时总统。

## 1943年的政变

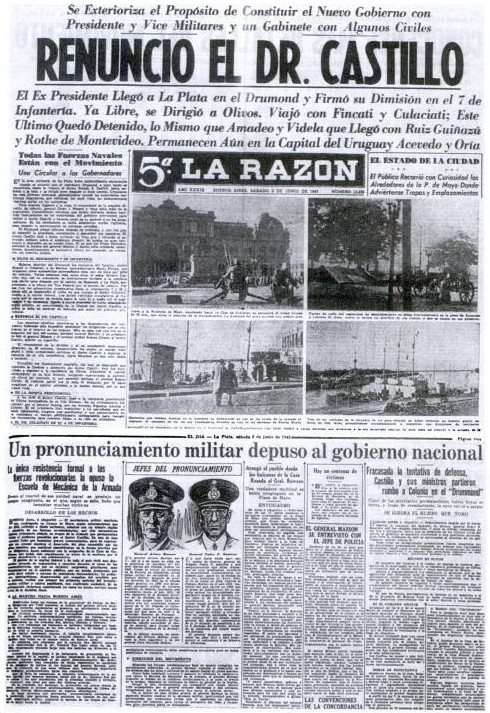
一份宣布1943年的政变开始的报纸。

卡斯蒂略在同年6月4日的一场政变被推翻，他的倒台象征着臭名昭著的十年的终结，而新上台的则是阿图罗·罗森。新政府采取了渐进和反动政策。为热门产品规定了最高价格，降低了租金，取消了查多比夫工厂的特权，并取消了住院费。另一方面，当局干预工会，关闭共产党报纸《拉霍拉》，并在学校实行宗教教育。胡安·裴隆和埃德尔米罗·朱利安·法雷尔受到战争部的欢迎，並促进了国家与工会之间更好的关系。
共产党赞同苏联的外交政策。因此，它支持中立，并根据德国和苏联之间的《苏德互不侵犯条约》，反对英国在战争初期对阿根廷的影响。巴巴羅薩行動的開始和随后苏联参战改变了这种态度。共产党人开始支持战争，并停止支持當地英国的工厂再次罢工。这一转变使得工人不再支持共产党，改向支持庇隆和新政府。
结果，共产党转而反对政府，认为政府支持纳粹。裴隆反驳了共产党的抱怨，声称「他们寻找的借口是众所周知的。他们说我们是纳粹分子，我宣布我们远离纳粹主义和任何其他外国意识形态。我们只是阿根廷人，首先想要阿根廷人的共同利益。我们不再想要欺诈，也不想再要谎言。我们不希望那些不工作的人与那些工作的人生活在一起」。
政府与美国进行了外交讨论，阿根廷请求飞机、燃料、船只和军事硬件。阿根廷外交部长塞昆多·史托尼认为，虽然阿根廷没有参加战争，但它仍然更接近同盟军，向他们送去食物，直到那时轴心国还没有对该国采取行动，为宣战辩护。美国国务卿科德尔·赫尔回答说，阿根廷是唯一一个没有破坏与轴心国关系的拉丁美洲国家，阿根廷的食品以有利可图的回报出售，美国军事硬件是针对已经处于战争状态的国家的，其中一些国家正面临比阿根廷更严重的燃料短缺。史托尼在这次拒绝后辞职了。美国采取了进一步措施来增加对阿根廷的压力。所有涉嫌与轴心国有联系的阿根廷公司都被列入黑名单抵制，新闻纸的供应仅限于亲盟国报纸。美国的电器、化学物质和石油生产基础设施的出口停止了。他們没收了四十四家阿根廷公司的财产，停止定期贷款。赫尔想削弱阿根廷政府或迫使其辞职。在外交和经济压力之间，而不是公开宣布对阿根廷的战争，他选择了前者，以避免扰乱对英国的粮食供应。尽管如此，他也认为这种情况是美国比英国对阿根廷施加更大影响的机会。
美国还威胁要指责阿根廷参与玻利维亚的政变，以及密謀从德国接收武器，以面对美国本身或代理人巴西的潛在入侵威胁。然而，鉴于德国在1944年的形勢不佳，它不太可能提供此类武器。拉米雷斯召开了一次新的政府会议，并同意于1944年1月26日中断与轴心国的外交关系，但是並未宣战。
关系的破裂在军队内部引发了动乱，拉米雷斯考虑将有影响力的法雷尔和庇隆都从政府中除名。然而，他们的派系发现了拉米雷斯的计划。他们打破了GOU，以避免让忠于拉米雷斯的军队知道他的阴谋，然后对他发动了政变。埃德爾米羅·朱利安·法雷爾于2月24日成为当时的阿根廷新总统。
只要法雷尔坚持3月2日批准的中立政策，美国就拒绝承认他，两天后美国与阿根廷断绝了关系。温斯顿·丘吉尔抱怨美国对阿根廷的严厉政策，指出阿根廷的供应对英国的战争努力至关重要，取消他们的驻外存在甚至会迫使阿根廷寻求轴心国的保护。英国外交试图通过签署一项涵盖阿根廷的条约来保障阿根廷的粮食供应，而美国的外交政策则试图阻止这样一项条约。赫尔下令没收阿根廷在美国的货物，暂停与她的对外贸易，禁止美国船只在阿根廷港口停泊，并谴责阿根廷是「西半球的纳粹总部」。
此时，华盛顿正在考虑支持巴西对阿根廷的袭击，而不是攻击阿根廷本身。巴西驻华盛顿大使指出，布宜诺斯艾利斯可能被巴西空军完全摧毁。这将允许阿根廷在没有美国公开干预的情况下占据主导地位，美国将通过提供船只和炸弹来支持巴西。

## 戰爭結束

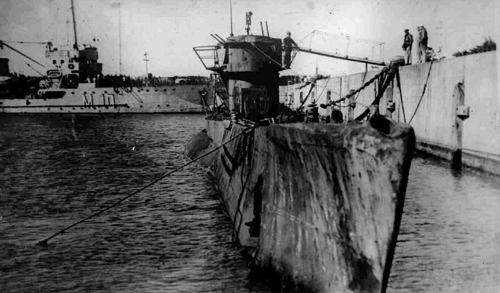
德国潜艇U-977在1945年8月向阿根廷海军投降后停泊在马德普拉塔

1944年8月的解放巴黎给阿根廷的親盟军派带来了新的希望，他们将这视为阿根廷政府可能垮台的预兆，并呼吁举行新的选举。支持巴黎的示威活动很快演变为反对政府的抗议活动，导致与警方发生衝突。有传言称，一些阿根廷政客将在乌拉圭建立一个流亡政府，但该项目从未实现。总统富蘭克林·德拉諾·羅斯福以类似声明支持赫尔对阿根廷的主张。他还引用了丘吉尔的话，他说历史将评判所有国家在战争中的作用，无论是交战方还是中立国。
到1945年初，第二次世界大战接近尾声。红军占領了維斯瓦河-奧得河，逼近东普鲁士，柏林本身也受到了攻击。盟军即将获胜。阿根廷政府的强人庇隆预见到盟军将主宰国际政治几十年，并得出结论认为，尽管阿根廷成功地抵制了迫使其加入战争的压力，但直到战争结束，保持中立将充其量迫使该国陷入孤立主义，或受到即将获胜的大国发动的军事攻击。
赫尔辞去国务卿职务，由小爱德华·斯特蒂纽斯取代，要求阿根廷举行自由选举，对轴心国宣战，消除纳粹在该国的所有餘力，并与国际组织充分合作。裴隆同意了，德国组织也受到限制，亲纳粹的表现被禁止，德国商品被没收。阿根廷商船队奉命无视德国的封锁。这些措施缓解了与美国的关系。当盟军进入法兰克福时，阿根廷最终正式化了谈判。3月27日，根据第6945号法令，阿根廷向日本宣战，进而向日本的盟友德国宣战。然后，FORJA与政府保持距离，但阿图罗·若雷切一年后会理解原因。尤雷切认为，美国之所以反对阿根廷，是因为它认为纳粹主义，拒绝宣战，尽管中立是基于阿根廷的利益；当阿根廷实际上不会加入冲突时，宣战不再事关阿根廷的利益。豪雷切承认，庇隆的实用主义对国家来说比他自己在战争结束前保持中立立场的理想主义观点要好。
几天后（4月10日），英国、法国、美国和其他拉丁美洲国家恢复了与阿根廷的外交关系。尽管如此，在罗斯福意外去世后，来自美国的对阿根廷的外交敌意重新浮出水面。罗斯福逝世后，哈里·S·杜鲁门接任了总统的职务。斯普鲁伊尔·布雷登大使组织了法雷尔和裴隆政府的反对派。
轴心国在第二次世界大战欧洲战区最后一场失利发生一个月后，在布宜诺斯艾利斯受到热烈欢呼游行。在象征第二次世界大战最终结束日本投降的8月也发生了类似的游行活动。法雷尔宣布解除卡斯蒂略在1941年珍珠港袭击后宣布的紧急状态。

## 第二次世界大戰中的阿根廷人
第二次世界大战期间，尽管阿根廷在战争期间是一个中立国，但有4,000名阿根廷人在三个英國軍隊服役。将近750名阿根廷志愿者在英國皇家空軍和加拿大皇家空軍服役，大部分在英国皇家空军第164中队（外号阿根廷-英国中队），其盾徽承载着五月太阳和座右铭“Determined We Fly（Firmes Volamos）”。
莫琳·邓洛普出生于基尔梅斯，她离开了父母，加入了航空运输辅助公司（ATA）。它记录了超过800小时的服务，包括噴火戰鬥機、蚊式轟炸機、P-51戰鬥機、霍克台风和包括威靈頓轟炸機和蘭開斯特轟炸機在內的轰炸机运送到前线英国皇家空军车站。在離開梭魚式魚雷轟炸機后，她于1942年9月16日出现在图片邮报的封面上，并成为战时的替身。邓洛普战后返回阿根廷，并继续担任商业飞行员，他也为阿根廷空军担任飞行员并接受过培训。她后来和丈夫一起在他们的种马场「米拉·劳肯马场」饲养纯血阿拉伯马。
从北大西洋到南太平洋，有近500名阿根廷人在皇家海军服役。许多人是特种部队的一部分，如约翰·戈德温。
盎格鲁-阿根廷社区的许多成员也自愿担任非战斗角色，或努力为英国军队筹集资金和用品。阿根廷的盎格鲁-阿根廷人联谊会筹集资金为英国皇家空军购买飞机。2005年4月，英国皇家空军在伦敦丹麦圣克莱蒙教堂举行了特别的纪念仪式。
2015年5月9日，阿根廷志愿队队长肯尼斯·兰利·查尼DFC & Bar（Kenneth Langley Charney DFC & Bar）的遗体被送回并埋葬在布宜诺斯艾利斯的英国公墓。查尼于1920年出生在阿根廷基尔梅斯，1982年在安道尔去世。

### 纳粹的存在
在阿根廷有一个庞大的德裔阿根廷人社区，这是19世纪移民的结果。在二战爆发前阿根廷亦存在着一个由德国大使掌控的、组织严密的亲纳粹力量。20世纪40年代末，裴隆政府默许一些在纳粹德国崩溃后逃离欧洲的战犯入境。逃往阿根廷的纳粹逃犯人数超过300人。1960年5月，「犹太人问题最终解决方案」的主要策划者阿道夫·艾希曼在阿根廷被以色列摩萨德绑架，并在以色列受审，于1962年被处决。

## 圖片

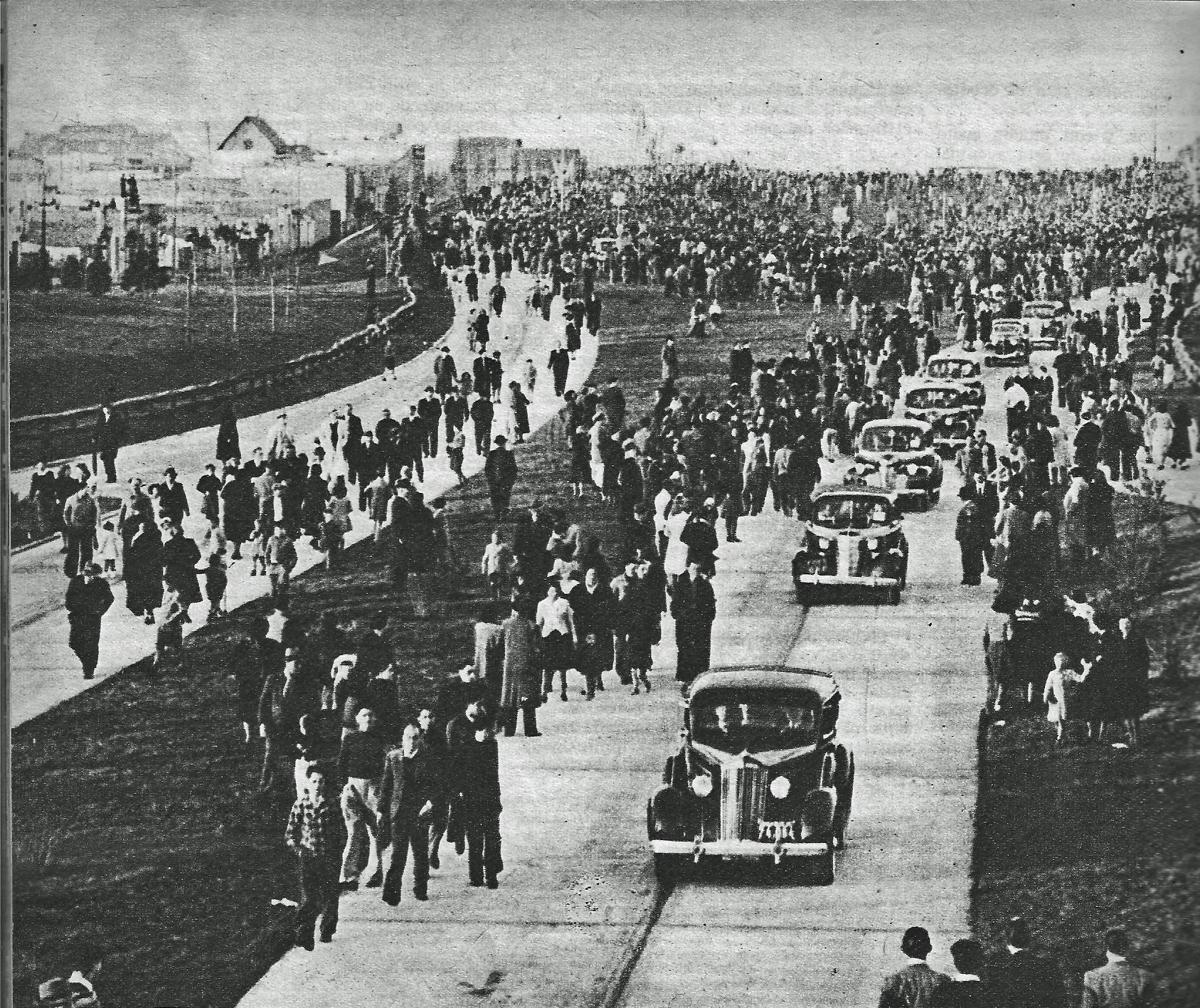
1941年巴斯大道的盛大开幕式。
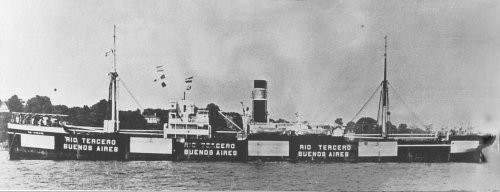
1942年6月22日由 U-202 在纽约附近沉没的阿根廷轮船里奧特爾塞羅號（Rio Tercero）。
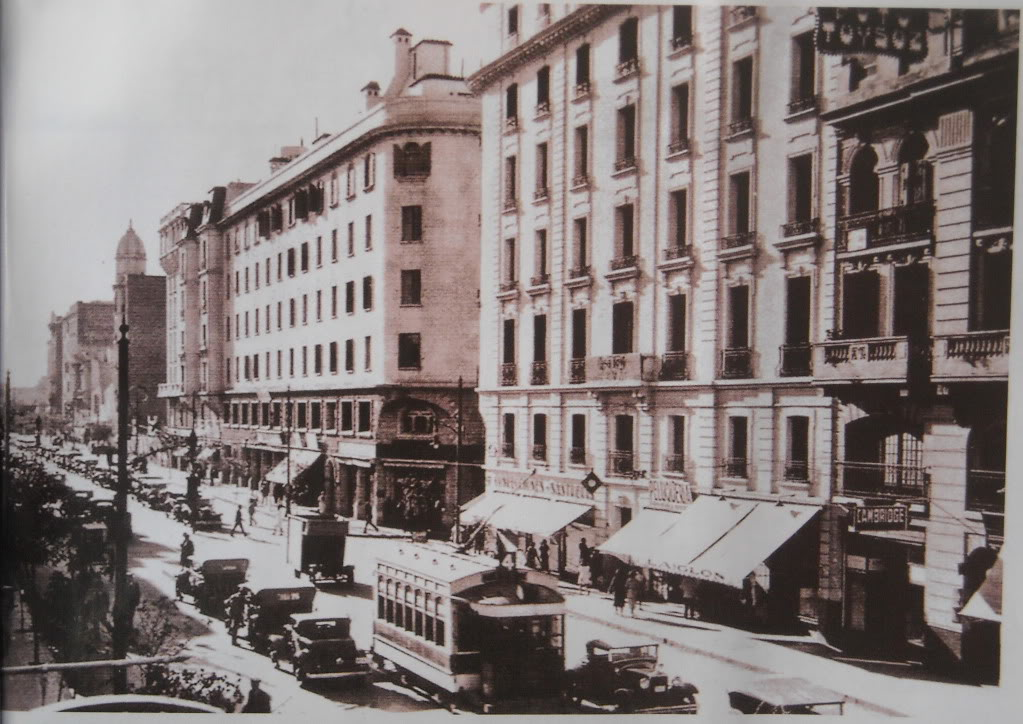
1943年科尔多瓦的埃米利奥奥尔莫斯大道。
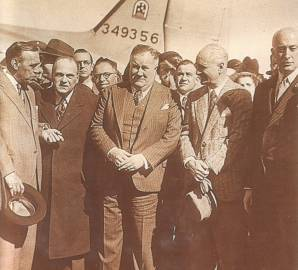
1945 年，美国驻阿根廷大使斯普鲁伊·布雷登等人。

### 文獻
- Galasso, Norberto. . Buenos Aires: Colihue. 2006. ISBN 950-581-399-6 （西班牙语）.
- Guelar, Diego Ramiro. . American University International Law Review. 1998, 14 (1): 201–204.
- Mendelevich, Pablo. . Buenos Aires: Ediciones B. 2010. ISBN 978-987-627-166-0 （西班牙语）.
- Ruiz Moreno, Isidoro J. . Buenos Aires: Emecé. 1997. ISBN 950-04-1762-6 （西班牙语）.
- Newton, Ronald C. . Stanford, California: Stanford University Press. 1992. ISBN 080-47-1929-2.